# Hal Moore
Harold Gregory Moore, Jr., känd som Hal Moore, född 13 februari 1922 i Bardstown, Kentucky, död 10 februari 2017 i Auburn, Alabama, var en amerikansk generallöjtnant och författare.  
Vid slaget vid Ia Drang var Hal Moore överstelöjtnant och ledde första bataljonen ur 7. kavalleriregementet. Det var den första stora striden mellan USA och Nordvietnam. 
Tillsammans med Joseph L. Galloway (en journalist som var med vid Ia Drang) skrev han boken We Were Soldiers Once... and Young, som 2002 blev film med titeln We Were Soldiers med Mel Gibson i huvudrollen som Hal Moore. 2008 skrev Moore och Galloway båda boken "We Are Soldiers Still: A Journey Back to the Battlefields of Vietnam".